# Artannes-sur-Indre
Pour les articles homonymes, voir Artannes et Indre.
Artannes-sur-Indre est une commune française située dans le département d'Indre-et-Loire en région Centre-Val de Loire.

## Géographie

### Localisation et communes limitrophes
À mi-chemin entre Montbazon et Azay-le-Rideau, Artannes est une commune de la vallée de l'Indre qui traverse le territoire.
|              | Ballan-Miré        | Joué-lès-Tours |
| Druye        | Artannes-sur-Indre | Monts          |
| Pont-de-Ruan | Thilouze           |                |

| - Artannes et ses communes limitrophes. - Artannes (en rouge) dans le canton de Monts (en vert). |

### Hydrographie

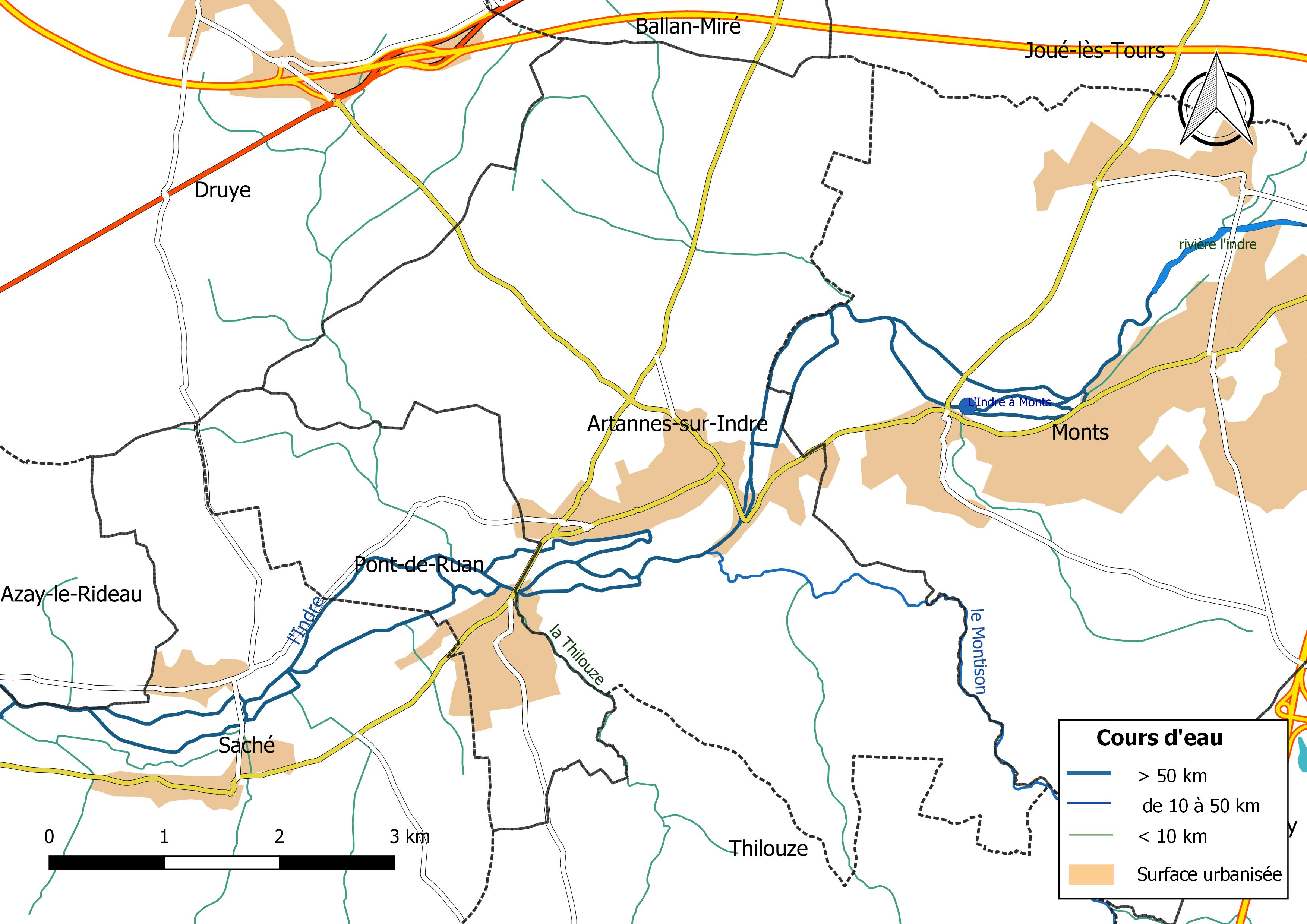
Réseau hydrographique d'Artannes-sur-Indre.

La commune est traversée par l'Indre (3,576 km). Le réseau hydrographique communal, d'une longueur totale de 23,08 km, comprend un autre cours d'eau notable, le Montison (3,705 km), et sept petits cours d'eau.
L'Indre, d'une longueur totale de 279,4 km, prend sa source à une altitude de 453 m sur le territoire de Saint-Priest-la-Marche dans le  département du Cher et se jette  dans la Loire à Avoine, après avoir traversé 58 communes. Les crues de l'Indre sont le plus souvent de type inondation de plaine. Sur le plan de la prévision des crues, la commune est située dans le tronçon de l'Indre tourangelle, dont la station hydrométrique de référence la plus proche est située à  Monts. Le débit mensuel moyen (calculé sur 14 ans pour cette station) varie de 4,51 m3/s au mois de septembre à 34 m3/s au mois de février. Le débit instantané maximal observé sur cette station est de 236 m3/s le 2 juin 2016, la hauteur maximale relevée a été de 5,56 m ce même jour,. Ce cours d'eau est classé dans les listes 1 et 2 au titre de l'article L. 214-17 du code de l'environnement sur le Bassin Loire-Bretagne. Au titre de la liste 1, aucune autorisation ou concession ne peut être accordée pour la construction de nouveaux ouvrages s'ils constituent un obstacle à la continuité écologique et le renouvellement de la concession ou de l'autorisation des ouvrages existants est subordonné à des prescriptions permettant de maintenir le très bon état écologique des eaux. Au titre de la liste 2, tout ouvrage doit être géré, entretenu et équipé selon des règles définies par l'autorité administrative, en concertation avec le propriétaire ou, à défaut, l'exploitant,. 
Sur le plan piscicole, l'Indre est classée en deuxième catégorie piscicole. Le groupe biologique dominant est constitué essentiellement de poissons blancs (cyprinidés) et de carnassiers (brochet, sandre et perche).
Le Montison, d'une longueur totale de 14,1 km, prend sa source dans la commune de Villeperdue et se jette  dans l'Indre à Artannes-sur-Indre, après avoir traversé cinq communes. 
Sur le plan piscicole, le Montison est également classé en deuxième catégorie piscicole.
En 2019, la commune est membre de la communauté de communes Touraine Vallée de l'Indre qui est elle-même adhérente au syndicat d'aménagement de la vallée de l'Indre. Créé par arrêté préfectoral du 12 septembre 1985 à la suite des crues historiques de décembre 1982 et janvier 1983, ce syndicat a pour vocation d'une part l'atteinte du bon état écologique des cours d'eau par des actions de restauration de zones humides et des cours d'eau, et d'autre part de participer à la lutte contre les inondations par des opérations de sensibilisation de la population ou de restauration et d'entretien sur le lit mineur, et sur les fossés situés dans le lit majeur de l'Indre appelés localement « boires », et de l'ensemble des cours d'eau du bassin versant de l'Indre.

### Climat
Pour des articles plus généraux, voir Climat du Centre-Val de Loire et Climat d'Indre-et-Loire.
En 2010, le climat de la commune est de type climat océanique dégradé des plaines du Centre et du Nord, selon une étude du CNRS s'appuyant sur une série de données couvrant la période 1971-2000. En 2020, Météo-France publie une typologie des climats de la France métropolitaine dans laquelle la commune est exposée à un climat océanique altéré et est dans la région climatique Moyenne vallée de la Loire, caractérisée par une bonne insolation (1 850 h/an) et un été peu pluvieux.
Pour la période 1971-2000, la température annuelle moyenne est de 11,1 °C, avec une amplitude thermique annuelle de 14,9 °C. Le cumul annuel moyen de précipitations est de 666 mm, avec 10,4 jours de précipitations en janvier et 6,9 jours en juillet. Pour la période 1991-2020, la température moyenne annuelle observée sur la station météorologique de Météo-France la plus proche, sur la commune de Cheillé à 11 km à vol d'oiseau, est de 12,3 °C et le cumul annuel moyen de précipitations est de 778,9 mm,. Pour l'avenir, les paramètres climatiques de la commune estimés pour 2050 selon différents scénarios d'émission de gaz à effet de serre sont consultables sur un site dédié publié par Météo-France en novembre 2022.

## Urbanisme

### Typologie
Au 1er janvier 2024, Artannes-sur-Indre est catégorisée petite ville, selon la nouvelle grille communale de densité à sept niveaux définie par l'Insee en 2022.
Elle appartient à l'unité urbaine de Monts, une agglomération intra-départementale regroupant quatre  communes, dont elle est une commune de la banlieue,,. Par ailleurs la commune fait partie de l'aire d'attraction de Tours, dont elle est une commune de la couronne,. Cette aire, qui regroupe 162 communes, est catégorisée dans les aires de 200 000 à moins de 700 000 habitants,.

### Occupation des sols
L'occupation des sols de la commune, telle qu'elle ressort de la base de données européenne d’occupation biophysique des sols Corine Land Cover (CLC), est marquée par l'importance des territoires agricoles (79,2 % en 2018), une proportion sensiblement équivalente à celle de 1990 (79,8 %). La répartition détaillée en 2018 est la suivante : 
terres arables (61 %), forêts (14,3 %), prairies (12,4 %), zones urbanisées (6,5 %), zones agricoles hétérogènes (5,8 %). L'évolution de l’occupation des sols de la commune et de ses infrastructures peut être observée sur les différentes représentations cartographiques du territoire : la carte de Cassini (XVIIIe siècle), la carte d'état-major (1820-1866) et les cartes ou photos aériennes de l'IGN pour la période actuelle (1950 à aujourd'hui).

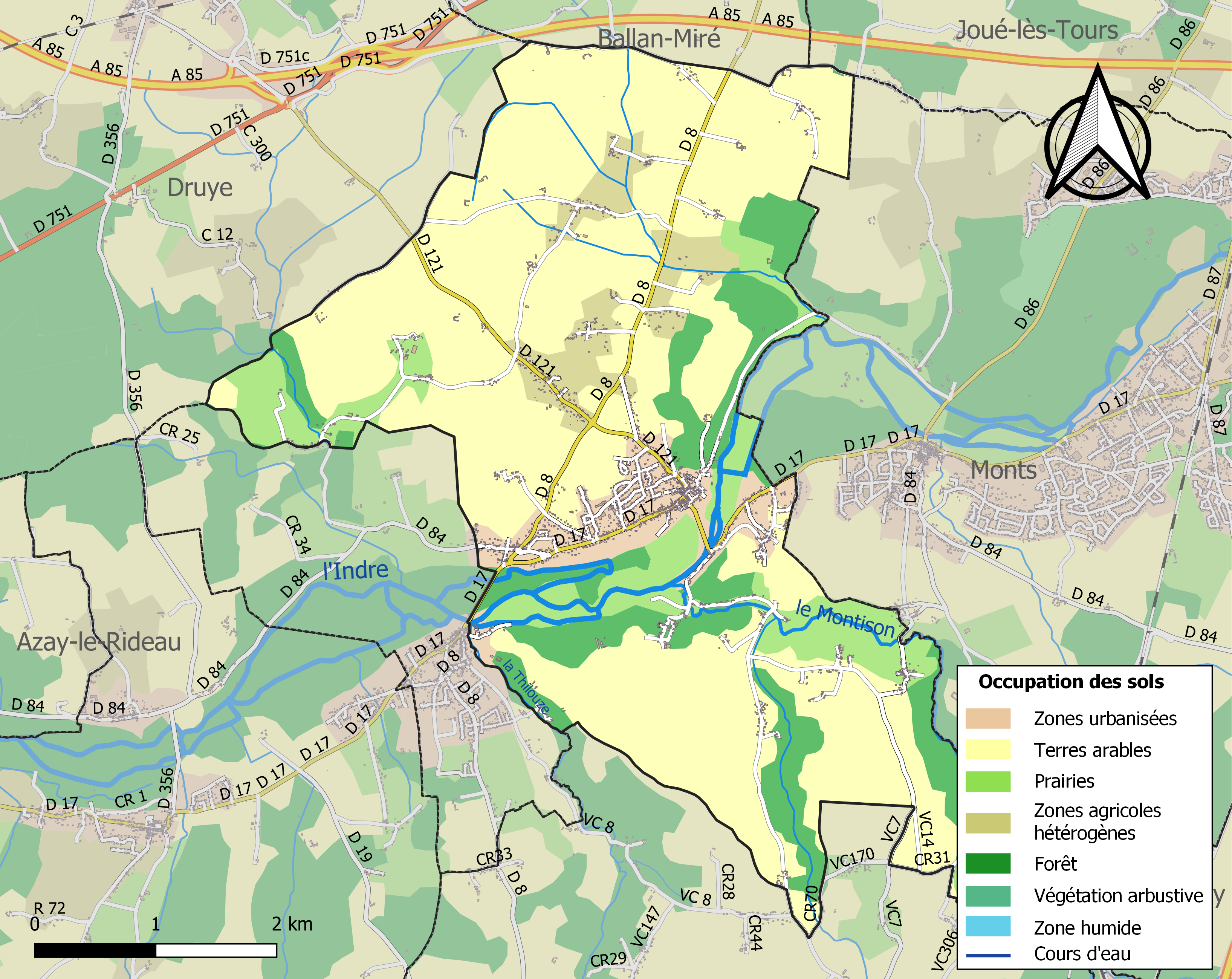
Carte des infrastructures et de l'occupation des sols de la commune en 2018 (CLC).

### Logement
Le tableau ci-dessous présente une comparaison de quelques indicateurs chiffrés du logement pour Artannes-sur-Indre et l'ensemble de l'Indre-et-Loire en 2017,.
|                                                        | Artannes-sur-Indre | Indre-et-Loire |
| ------------------------------------------------------ | ------------------ | -------------- |
| Parc immobilier total (en nombre d'habitations)        | 1 222              | 321 881        |
| Part des résidences principales (en %)                 | 89,5               | 86,8           |
| Part des logements vacants (en %)                      | 6,6                | 8,6            |
| Part des ménages propriétaires de leur logement (en %) | 82,3               | 59,1           |

### Risques naturels et technologiques
Le risque lié à la succession retrait/gonflement des argiles est directement lié à la nature des terrains affleurants : il est important sur le plateau au nord du territoire ainsi qu'au niveau du fossé d'effondrement qui barre la partie sud, moyen partout ailleurs.

## Toponymie
| Onomastique partielle du toponyme Artannes : - Artana : VIe siècle, Venance Fortunat, Carmina, X, 5, 10 ; - Artanna : 1102, cartulaire de l'Abbaye Notre-Dame de Noyers, no 307 ; - Artana, Artena : 1205, 1233, cartulaire de l'archevêché de Tours ; - Arthana : 1290, pouillé de Tours, p. 6 ; - Artanne : 1342, pouillé de Tours ; - Artanne : 1764, carte de Cassini ; - Artannes : 1821, cadastre napoléonien ; - Artannes-sur-Indre : 1936, décret du 3 décembre. |

Dès le VIe siècle, Venance Fortunat cite Artana. La forme Artanne est assez bien fixée et constante depuis le XIVe siècle, le -s final étant un ajout moderne. Albert Dauzat cite la forme Artenna en 1102 au lieu d’Artanna.
Les toponymistes et linguistes émettent de manière unanime l'hypothèse d'un type toponymique basé sur le gaulois (celtique) artos « ours », utilisé au sens propre ou comme anthroponyme. Il peut s'agir d'un nom de personne gaulois ou gallo-romain Artenus ou encore roman Artenna (dans la mesure où la forme Artenna de 1102 est juste), employé de manière absolue. Il est dérivé de l'anthroponyme gaulois Artos issu de artos « ours »,. Il est possible aussi qu’Artanne procède directement d’un dérivé du mot gaulois artos « ours » avec le suffixe gaulois -enna (dans le cas unique où la forme Artenna est juste), sinon le suffixe latin -ana comme dans Artannes-sur-Thouet (Maine-et-Loire, Artana 1090 - 1100). Cependant, il semble que le mot gaulois artos ait eu un homonyme signifiant « pierre » qui pourrait expliquer une partie des toponymes français en Art(o)-.
Le déterminant sur-Indre, ajouté en 1936, permet de résoudre l'homonymie avec Artannes-sur-Thouet.
Remarque : les dérivés et composés du mot gaulois artos sont extrêmement fréquents dans l'onomastique gauloise de la France et des pays de l'ancienne Gaule, aussi bien dans l'anthroponymie (inscriptions sur pierre ou instrumentum. Exemple du théonyme Deae Artoni, datif « déesse à l'ours », Helvétie, représentant une femme vers laquelle s'avance un ours) que dans la toponymie sous forme de composés typiquement gaulois en -briga, -dunum : Arto-dunum > Arthun, Loire) ou suffixés en -o(na) : Artona > Artonne (Puy-de-Dôme), Arthonne (Pas-de-Calais), en -acon : Artonacus / Artenacus > Arthonnay, Artenac, Arnac, etc.. Le mot celtique *artos se perpétue dans les langues celtiques modernes : vieil irlandais art; gallois arth; vieux breton arth-, ard > breton arz signifiant « ours » et « guerrier ».

## Histoire

### De la Préhistoire à l'Antiquité
À la fin des années 1950, quelques outils du Paléolithique inférieur sont découverts sur la commune,. Gérard Cordier mentionne l'existence, sur le territoire d'Artannes, d'un dolmen détruit dans les années 1820 et qui abritait une sépulture. Une cachette de l’âge du bronze recelant entre autres plusieurs haches témoigne de l’ancienneté de l’occupation des lieux. Le second âge du fer (Hallstatt) est documenté par l'existence d'un établissement rural (enclos, trous de poteaux de plusieurs bâtiments, silos) sur le plateau de la rive droite de l'Indre.
Les deux fontaines, probablement sacrées jadis, qui encadrent le bourg et le chêne des Danses rappellent que le village d’Artannes était actif à l’époque gallo-romaine. Vers 1869, la découverte d'un fût de colonne antique, de tegulae et de céramique à proximité de l'angle sud-ouest de l'église évoquent peut-être l'existence d'un fanum,. D'autres fragments de tegulae sont signalés à Méré et à proximité du château d'eau moderne. La D 8, qui traverse le territoire communal du nord au sud, recouvre peut-être une ancienne voie romaine allant de Caesarodunum (Tours) à Limonum (Poitiers) mais les avis sont partagés sur l'itinéraire exact de cette voie qui figure sur la table de Peutinger.

### Époque moderne

Plan du château et de l'église (1795).

- 1 : Château
- 2 : Église
- 3. : Boulangerie
- 4 : Tour
- 5 : Grange
- A : Source
- B : Douve
- C : Bonde
- D : Jardin
- E : Avant-cour
- F : Cour d'honneur
- G : Esplanade

### Époque contemporaine
Le cahier de doléances rédigé à l'occasion des états généraux de 1789 réclame une refonte totale du système d'imposition, tous les impôts féodaux étant remplacés par un impôt sur le revenu et un impôt sur le foncier, applicable à tous sans distinction. L'entretien  du réseau routier devrait être financé par une taxe prélevée sur les véhicules. Le système judiciaire doit être réformé et amélioré. Aucune mention n'est faite du statut du clergé, à ceci près que les revenus de ses biens doivent participer au financement des hôpitaux.
En 1791, L'Assemblée constituante ouvre la voie à une redéfinition géographique des territoires communaux au nom du principe de l'égalité. Artannes établit, le 22 février, un rapport dans lequel elle revendique tout le territoire de Pont-de-Ruan, les deux tiers de celui de Monts, un tiers de celui de Thilouze, un quart de ceux de Druye et de Saché. Ces communes, d'ailleurs, manifestent des prétentions comparables à l'égard d'Artannes. Tous ces rapports restent en définitive lettres mortes en raison des troubles intérieurs et de la crise entre la France et les royaumes de de Bohême et de Hongrie.
Le 9 messidor an IV, (27 juin 1796, le château des archevêques, qui a été saisi comme bien ecclésiastique, est vendu au notaire de Tours Charles Lefebvre qui était maire d'Artannes en 1791-1792.
En 1830, Balzac fit étape à Artannes en allant à pied de Joué-lès-Tours à Saché.

## Politique et administration

### Tendances politiques et résultats
| Scrutin             | Scrutin             | 1er tour | 1er tour | 1er tour | 1er tour | 1er tour  | 1er tour | 1er tour | 1er tour | 1er tour | 1er tour | 1er tour | 1er tour | 2d tour | 2d tour | 2d tour | 2d tour | 2d tour | 2d tour |
| Scrutin             | Scrutin             | 1er      | 1er      | %        | 2e       | 2e        | %        | 3e       | 3e       | %        | 4e       | 4e       | %        | 1er     | 1er     | %       | 2e      | 2e      | %       |
| ------------------- | ------------------- | -------- | -------- | -------- | -------- | --------- | -------- | -------- | -------- | -------- | -------- | -------- | -------- | ------- | ------- | ------- | ------- | ------- | ------- |
| Présidentielle 2017 | Présidentielle 2017 |          | EM       | 22,05    |          | LFI       | 21,93    |          | RN       | 20,51    |          | LR       | 18,69    |         | EM      | 66,07   |         | RN      | 33,93   |
| Présidentielle 2022 | Présidentielle 2022 |          | EM       | 30,28    |          | RN        | 24,64    |          | LFI      | 19,24    |          | EELV     | 5,98     |         | EM      | 60,20   |         | RN      | 39,80   |
| Législatives 2022   | 3e                  |          | HOR-Ens  | 27,38    |          | LFI-Nupes | 26,47    |          | RN       | 22,67    |          | UDI      | 12,42    |         | HOR     | 56,16   |         | LFI     | 43,84   |
| Législatives 2024   | 3e                  |          | LR-RN    | 34,35    |          | HOR-Ens   | 32,31    |          | LFI-NFP  | 24,56    |          | DVD      | 3,90     |         | HOR     | 59,57   |         | LR-RN   | 40,43   |

### Liste des maires
| Période      | Période      | Identité          | Étiquette | Qualité                 |
| ------------ | ------------ | ----------------- | --------- | ----------------------- |
| mai 1945     | 1947         | Druart Damassel   |           |                         |
| octobre 1947 | 1958         | Alfred Collas     |           |                         |
| avril 1958   | 1959         | François Ferrand  |           |                         |
| mars 1959    | 1965         | Pierre Girault    |           |                         |
| mars 1965    | février 1972 | Théophile Renaud  |           |                         |
| avril 1972   | juin 1995    | Jean Menanteau    |           | Instituteur             |
| juin 1995    | mars 2008    | Sylvain Thimel    | DVD       | Médecin                 |
| mars 2008    | mars 2014    | Gérard Bougrier   | DVD       | Cadre de la Poste       |
| mars 2014    | mars 2020    | Bertrand Poitou   | SE        | Directeur administratif |
| mars 2020    | En cours     | Isabelle Delacôte | SE        | Directrice d’école      |

### Finances locales
Évolution de l'endettement (en milliers d’€) :

### Politique environnementale
Dans son palmarès 2016, le Conseil National des Villes et Villages Fleuris de France a attribué une fleur à la commune au Concours des villes et villages fleuris.

### Jumelages
En 2019, la commune d'Artannes-sur-Indre est jumelée avec :
- Roccastrada (Italie) depuis 2003 ;
- Bathford (Angleterre) depuis 2006.

## Population et société

### Démographie
Les habitants d'Artannes-sur-Indre sont appelés les Artannais.

#### Évolution démographique
L'évolution du nombre d'habitants est connue à travers les recensements de la population effectués dans la commune depuis 1793. Pour les communes de moins de 10 000 habitants, une enquête de recensement portant sur toute la population est réalisée tous les cinq ans, les populations de référence des années intermédiaires étant quant à elles estimées par interpolation ou extrapolation. Pour la commune, le premier recensement exhaustif entrant dans le cadre du nouveau dispositif a été réalisé en 2005.

En 2022, la commune comptait 2 782 habitants, en évolution de +6,14 % par rapport à 2016 (Indre-et-Loire : +1,67 %, France hors Mayotte : +2,11 %).
| 1793  | 1800  | 1806  | 1821 | 1831  | 1836  | 1841  | 1846  | 1851  |
| ----- | ----- | ----- | ---- | ----- | ----- | ----- | ----- | ----- |
| 1 071 | 1 006 | 1 095 | 960  | 1 084 | 1 084 | 1 103 | 1 095 | 1 074 |

| 1856  | 1861  | 1866  | 1872  | 1876  | 1881  | 1886  | 1891  | 1896  |
| ----- | ----- | ----- | ----- | ----- | ----- | ----- | ----- | ----- |
| 1 112 | 1 105 | 1 115 | 1 080 | 1 130 | 1 073 | 1 129 | 1 152 | 1 070 |

| 1901  | 1906  | 1911  | 1921  | 1926  | 1931 | 1936 | 1946  | 1954  |
| ----- | ----- | ----- | ----- | ----- | ---- | ---- | ----- | ----- |
| 1 059 | 1 118 | 1 073 | 1 011 | 1 056 | 961  | 996  | 1 093 | 1 132 |

| 1962  | 1968  | 1975  | 1982  | 1990  | 1999  | 2005  | 2006  | 2010  |
| ----- | ----- | ----- | ----- | ----- | ----- | ----- | ----- | ----- |
| 1 165 | 1 154 | 1 217 | 1 402 | 2 089 | 2 184 | 2 508 | 2 519 | 2 480 |

| 2015  | 2020  | 2022  | - | - | - | - | - | - |
| ----- | ----- | ----- | - | - | - | - | - | - |
| 2 615 | 2 660 | 2 782 | - | - | - | - | - | - |

|                                           | 1968 - 1975 | 1975 - 1982 | 1982 - 1990 | 1990 - 1999 | 1999 - 2007 | 2007 - 2012 | 2012 - 2017 |
| ----------------------------------------- | ----------- | ----------- | ----------- | ----------- | ----------- | ----------- | ----------- |
| Taux de variation annuel de la population | + 0,8 %     | + 2,0 %     | + 5,1 %     | + 0,5 %     | + 1,8 %     | - 0,2 %     | + 1,1 %     |
| Solde naturel                             | + 0,1 %     | - 0,2 %     | + 0,7 %     | + 0,4 %     | + 0,6 %     | + 0,3 %     | + 0,5 %     |
| Solde migratoire                          | + 0,6 %     | + 2,2 %     | + 4,4 %     | + 0,1 %     | + 1,3 %     | - 0,5 %     | + 0,6 %     |

#### Pyramides des âges
En 2018, le taux de personnes d'un âge inférieur à 30 ans s'élève à 30,3 %, soit en dessous de la moyenne départementale (34,9 %). À l'inverse, le taux de personnes d'âge supérieur à 60 ans est de 27,8 % la même année, alors qu'il est de 27,8 % au niveau départemental.
En 2018, la commune comptait 1 316 hommes pour 1 323 femmes, soit un taux de 50,13 % de femmes, légèrement inférieur au taux départemental (51,91 %).
Les pyramides des âges de la commune et du département s'établissent comme suit.
| Hommes | Classe d’âge | Femmes |
| ------ | ------------ | ------ |
| 0,5    | 90 ou +      | 1,7    |
| 6,1    | 75-89 ans    | 7,1    |
| 19,9   | 60-74 ans    | 20,3   |
| 22,0   | 45-59 ans    | 24,7   |
| 18,0   | 30-44 ans    | 19,3   |
| 13,0   | 15-29 ans    | 10,8   |
| 20,6   | 0-14 ans     | 16,2   |

| Hommes | Classe d’âge | Femmes |
| ------ | ------------ | ------ |
| 0,9    | 90 ou +      | 2,2    |
| 7,9    | 75-89 ans    | 10,2   |
| 17,3   | 60-74 ans    | 18,1   |
| 19,8   | 45-59 ans    | 19,1   |
| 17,9   | 30-44 ans    | 17,2   |
| 18,5   | 15-29 ans    | 17,5   |
| 17,6   | 0-14 ans     | 15,6   |

### Santé
MARPA La vallée du Lys (Maison Accueil Rurale pour Personnes Âgées). La MARPA peut accueillir 23 personnes âgées allant du GIR 2 au GIR 6. Il y a sept agents sociaux et des intervenants auprès de la structure des aides-soignantes et infirmier(ère)s, des kinésithérapeutes, une coiffeuse, une esthéticienne.

### Enseignement
Artannes-sur-Indre se situe dans l'Académie d'Orléans-Tours (Zone B). L'école primaire Guehenno accueille les élèves du CP au CM2.

## Culture locale et patrimoine

### Lieux et monuments

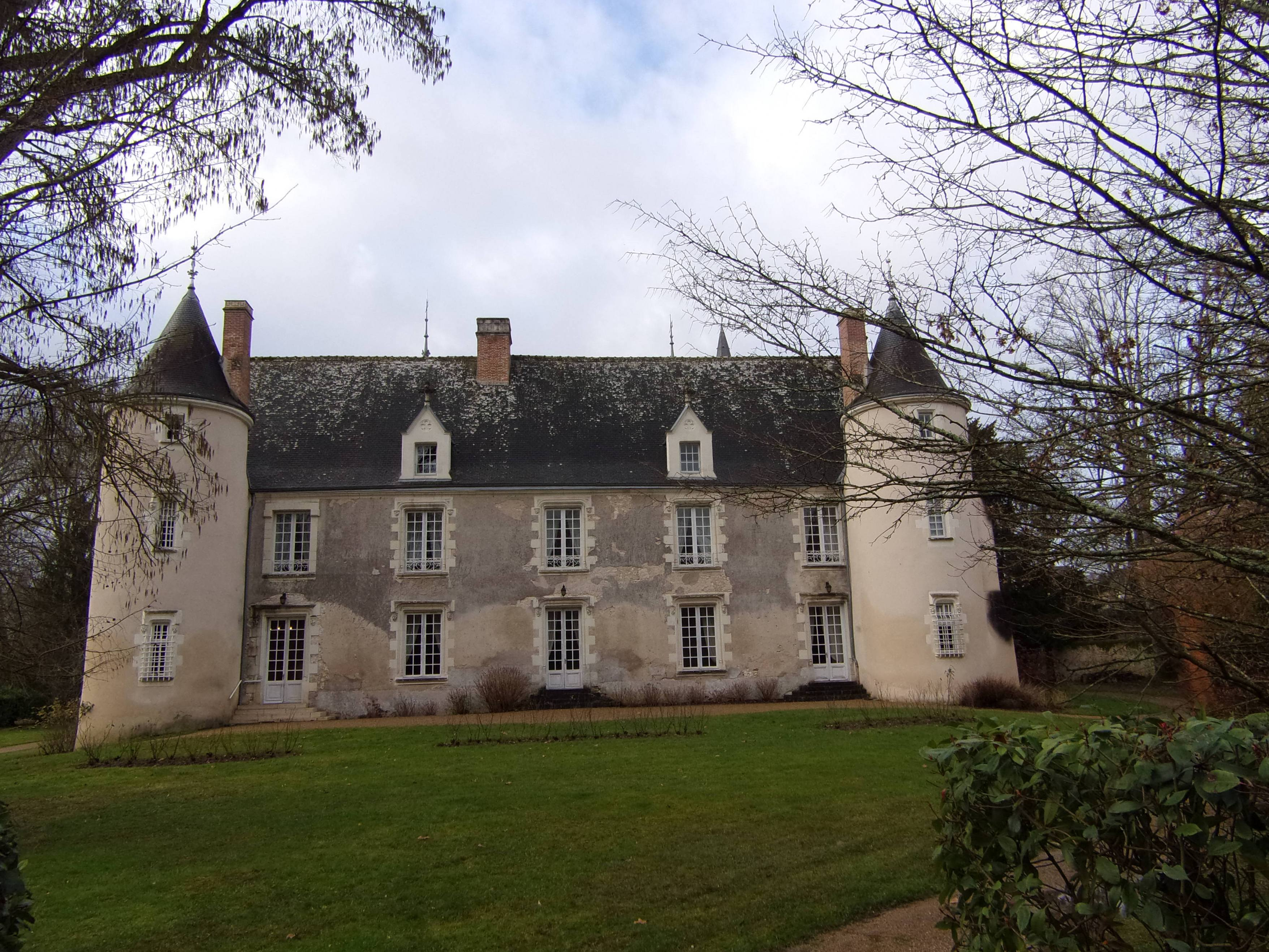
le château des archevêques.

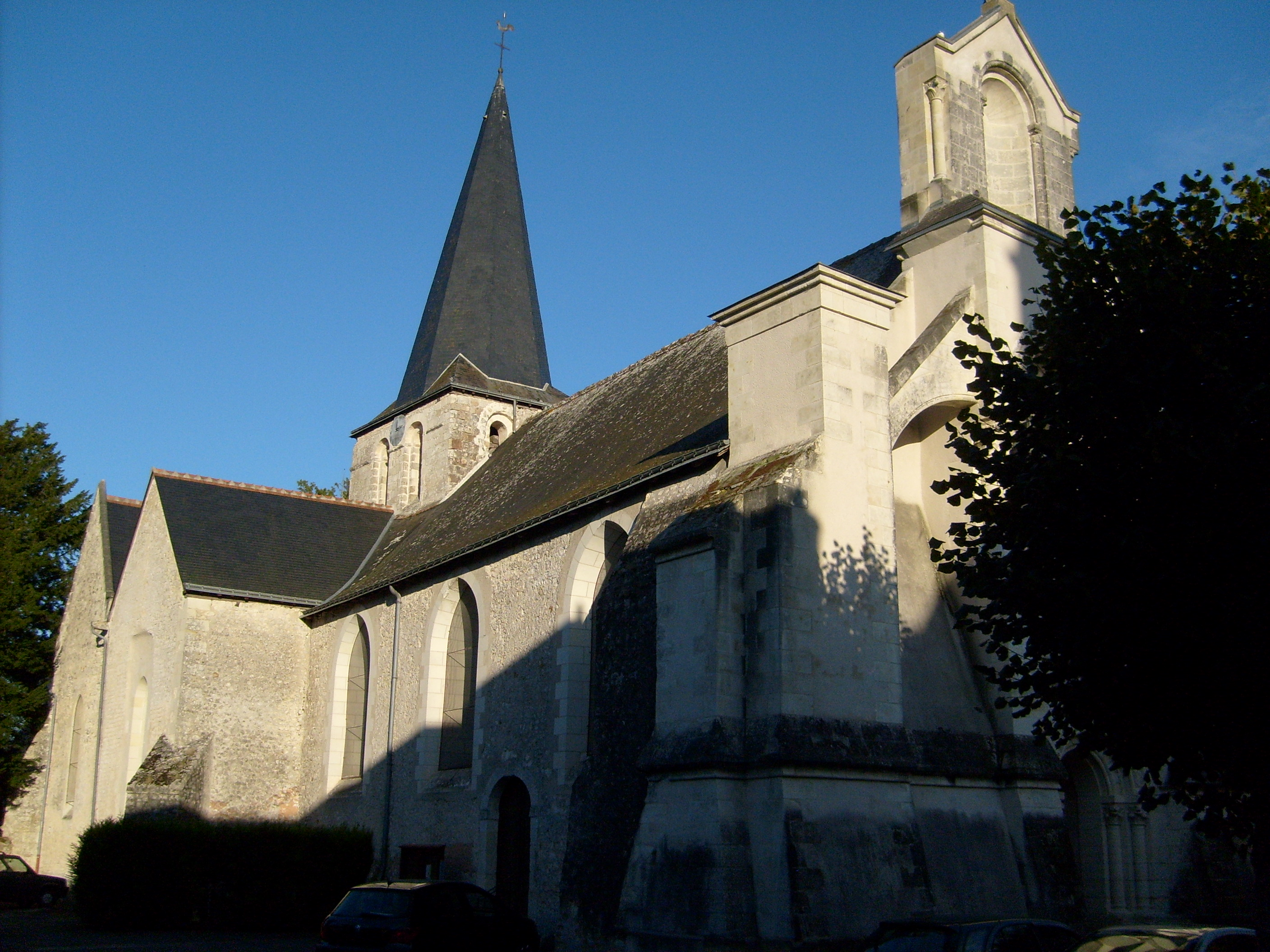
L'église Saint-Maurice.

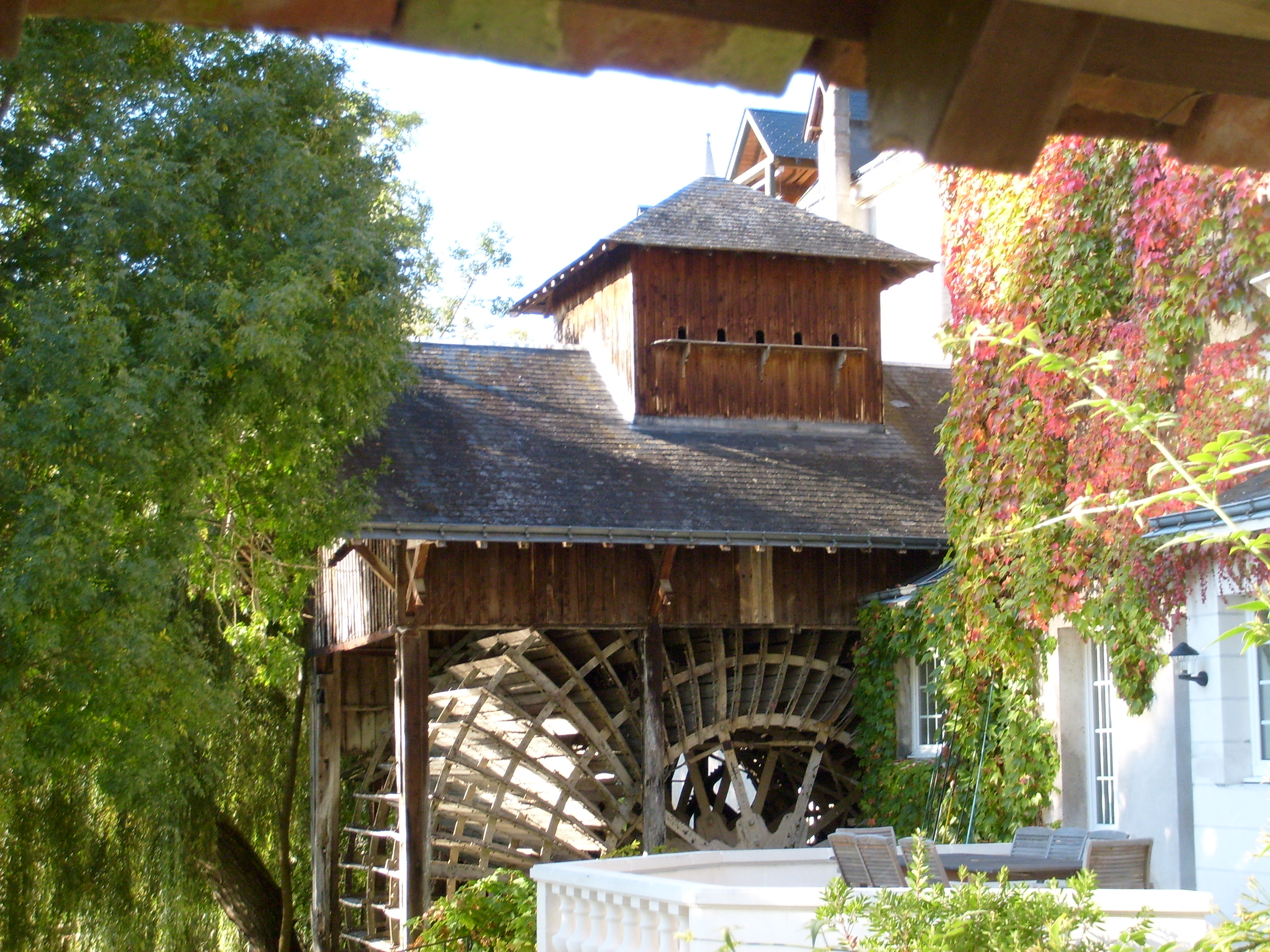
Le Grand Moulin.

- Le Bourg - préau de l'ancienne école de filles de 1883, aujourd'hui : atelier d'artiste-peintre (1er prix des paysagistes français), rue de la Fontaine-Sainte, source de sainte Cécile qui guérissait les maladies des yeux.
- Le château des Archevêques - (derrière l'église, rue des Douves). Reconstruit vers 1470. La chapelle seigneuriale a été intégrée à l'église. À gauche du chevet de l'église, linteau sculpté aux armes de l'archevêque Hélie de Bourdeille mort ici en 1484. Hélie de Bourdeilles fut chargé de rédiger le rapport qui permit la réhabilitation de Jeanne d'Arc. Plus à gauche, ancien lavoir carré alimenté par une source.
- L'église Saint-Maurice formait avec le palais des archevêques un quadrilatère entouré de douves. Plusieurs fois remaniée, elle réunit des fondements et un clocher du XIIe, des arcades en plein cintre, des fenêtres gothiques et des baies modernes. À la croisée du transept, la clé de voûte porte le blason de Martin de Beaune, archevêque de Tours au XVIe. Dans la nef, vitraux du XIXe siècle par Fournier et Lobin de l'école hollandaise. En tenue de légionnaire romain, saint Maurice, patron de cette église, figure sur l'un d'eux, en compagnie de saint Étienne. On le trouve aussi sur une bannière de procession. Parmi le mobilier, trois cathèdres et un banc du XVIe.
- Le manoir de l'Alouette (route de Pont-de-Ruan - XVIe siècle). Deux tourelles en encorbellement. Évoqué par Balzac dans Le Curé de Tours et dans Les Deux Amis.
- La Maison du bol de lait, à droite du précédent manoir, où Balzac s'est arrêté en 1830 pour se détendre de sa marche et y boire effectivement un bol de lait offert par la femme Martin[42] ; cette maison est décrite dans Le Médecin de campagne.
- Ancien manoir de la Turbellière - (route de Villeperdue à partir de Pont-de-Ruan). Pigeonnier hexagonal évoqué par Balzac, maison à colombages du XVIe siècle, à Gaucher-de-Sainte-Marthe, cité par Rabelais dans son Picrocole.
- Le château de Méré. Situé entre Pont-de-Ruan et Artannes-sur-Indre, propriété de Jean-Louis Courier, père de Paul-Louis Courier, au XVIIIe siècle, il est acquis en 1774 par Jean-Marie Landriève des Bordes, secrétaire honoraire du roi et commissaire de marine. Il passe ensuite à son fils, Antoine-Gilles, rentré d'émigration sous le Consulat et maire d'Artannes-sur-Indre sous la Restauration.  Honoré de Balzac y rencontra Caroline Landriève des Bordes, fille d'Antoine-Gilles et veuve du baron Piter Deurbroucq, qu'il eut le projet d'épouser en 1832, et où il allait trois fois par semaine, à pied, s'enquérir d'elle. Le domaine passe par la suite à Gustave de Cougny en 1841, puis au banquier Alexandre Goüin en 1844. Alors propriété du banquier Goüin, Balzac continua d'y passer des séjours[43],[44].
- Le Grand Moulin. Roue arrêtée en 1988. En pignon bas-relief (chanvre et lin). Lavoir.
- Les moulins dits « de Balzac » (à l'entrée de Pont-de-Ruan, à gauche du pont). Cités dès 1285, évoqués par l'écrivain dans Le Lys dans la vallée. À gauche, moulin Potard, arrêté en 1961, à droite, moulin Clausset, long déversoir de 1852.
- L'ancienne ferme fortifiée des Robinières. Deux tours, une chapelle, un bâtiment du XVIe siècle.

### Patrimoine naturel

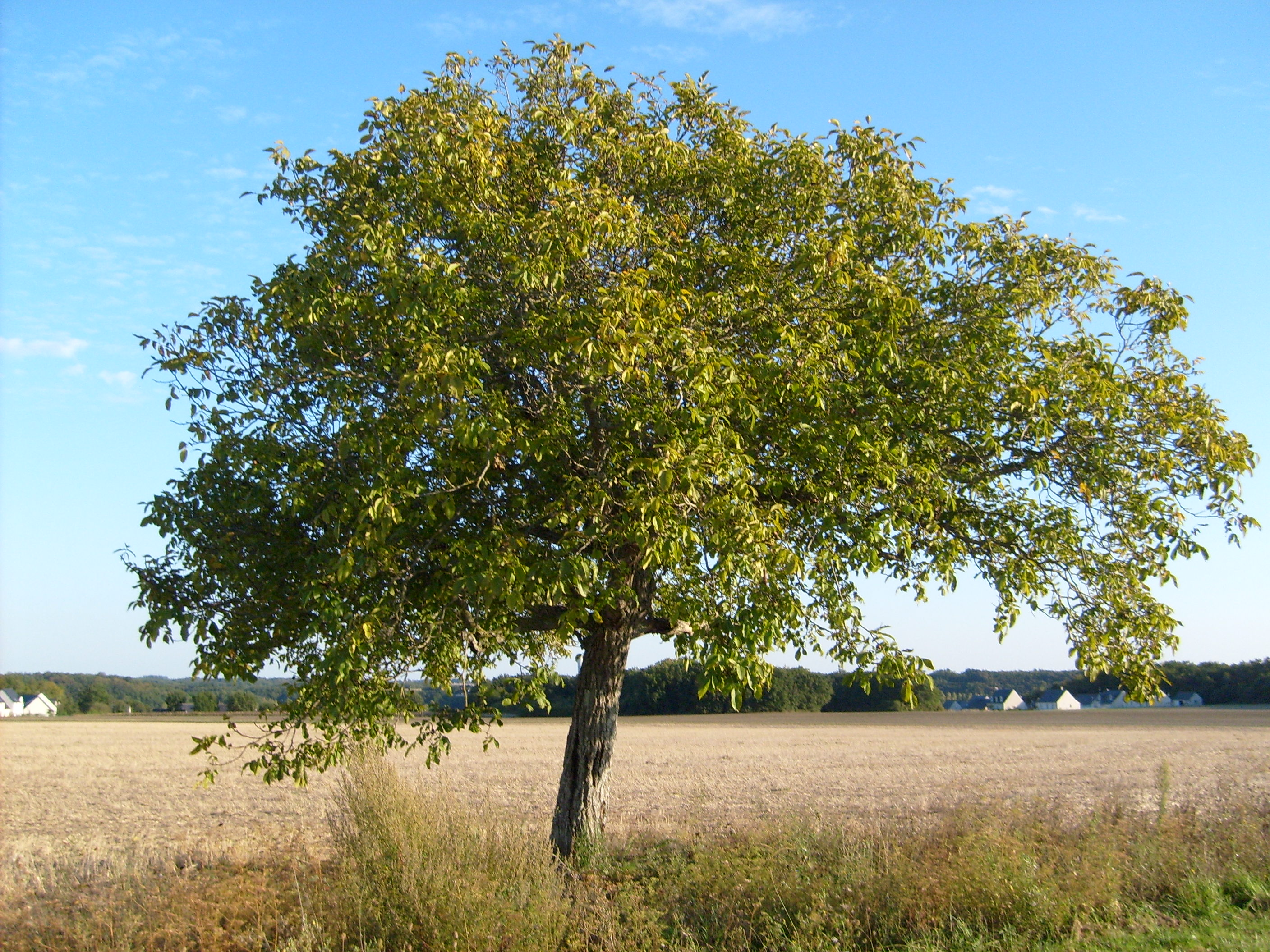
Le noyer de Balzac.

- Le noyer dit de Balzac - En bordure de la route de Ballan-Miré, le « vrai » noyer, disparu, se trouvait à 50 m de celui-ci.
- Le chêne des Danses - La tradition dit que les fées s'y retrouvaient pour y danser la nuit.

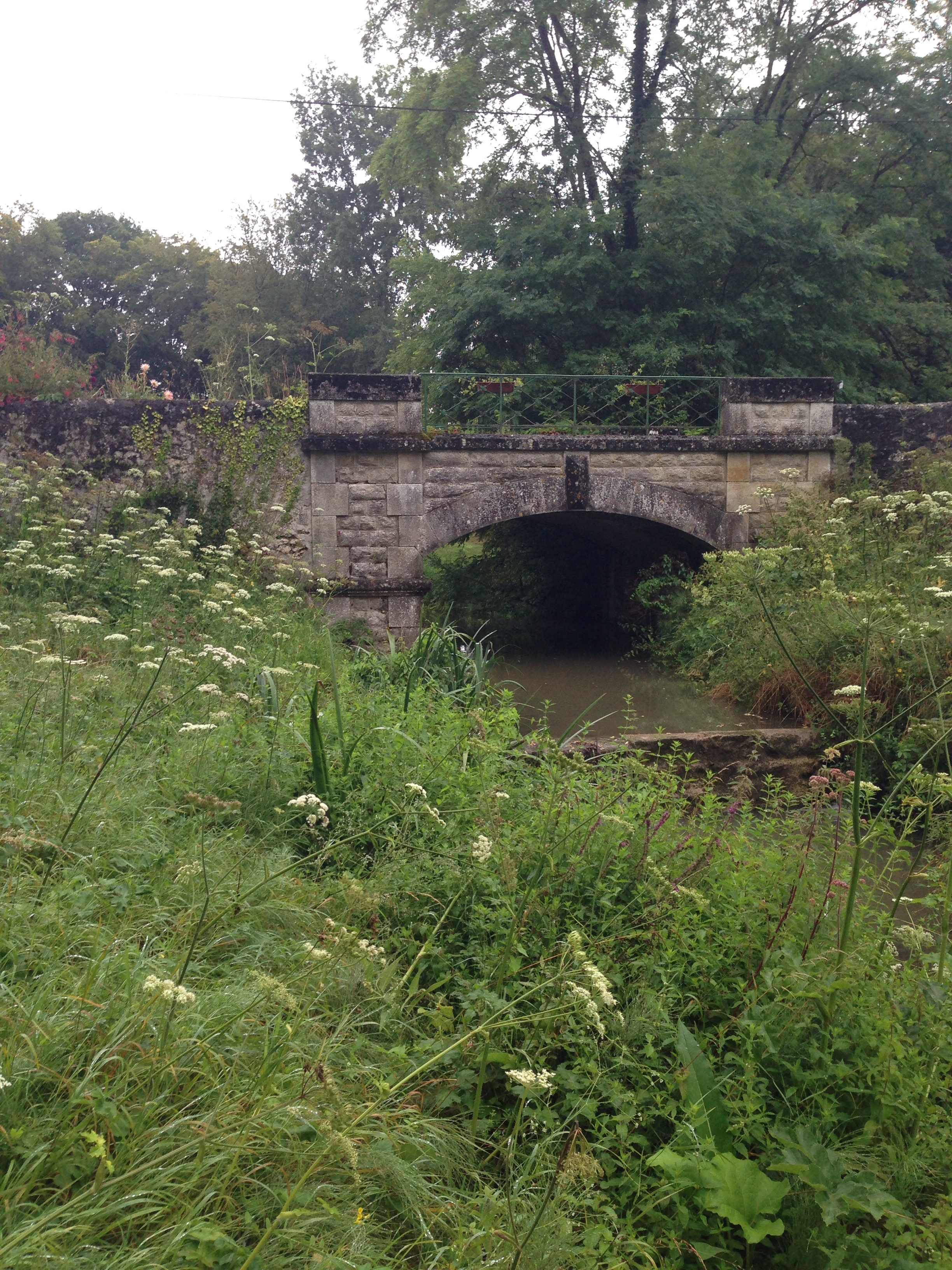
Le vieux pont du fief de l’Auberdière et son lavoir.

- Le lieu-dit et hameau de l’Auberdière, ancien fief seigneurial, dans un vallon pittoresque à moins d’un kilomètre du manoir de Vonnes, manoir immortalisé par Balzac sous le nom de château de Clochegourde dans Le Lys dans la vallée. Ce hameau est partagé aujourd’hui entre les communes d’Artannes et de Pont-de-Ruan.

### Personnalités liées à la commune
- Honoré de Balzac a visité toute la vallée de l'Indre et Loire, et notamment Artannes-sur-Indre, pour écrire son roman Le Lys dans la vallée en 1836[45].
- Hélie de Bourdeilles (évêque de Tours) : il écrit un rapport qui permit de réhabiliter Jeanne d'Arc. Il fut aussi confesseur de Louis XI.
- René Besnard, homme politique, né le 12 avril 1879 à Artannes-sur-Indre (Indre-et-Loire) et mort le 12 mars 1952 à Paris.
- Jean-François Guérin (1929-2005), fondateur d'une société de prêtres, la communauté Saint-Martin. Il a passé son enfance à Artannes et y est enterré.

### Héraldique
| Blason d'Artannes-sur-Indre | Les armes d'Artannes-sur-Indre se blasonnent ainsi : D'or à un ours en pied de sable tenant une roue de moulin de gueules, au chef du même chargée d'une croix archiépiscopale tréflée d'argent mouvant du trait du chef. |